# Saint-Vérand, Isère
Saint-Vérand là một xã của tỉnh Isère, thuộc vùng Rhône-Alpes, đông nam nước Pháp.